# Pierre tombale de Maria Magdalena Langhans

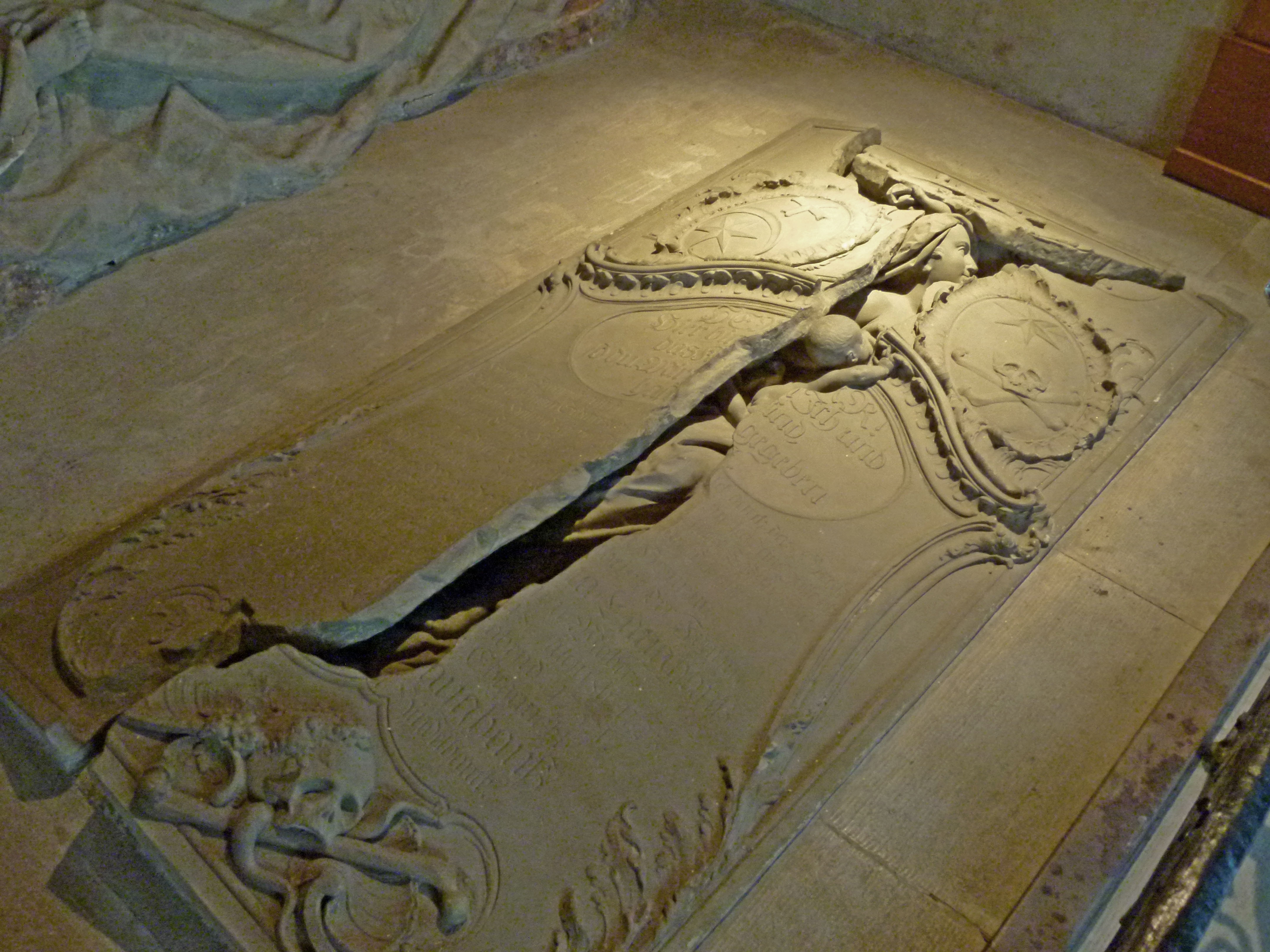
La pierre tombale dans l'église de Hindelbank.

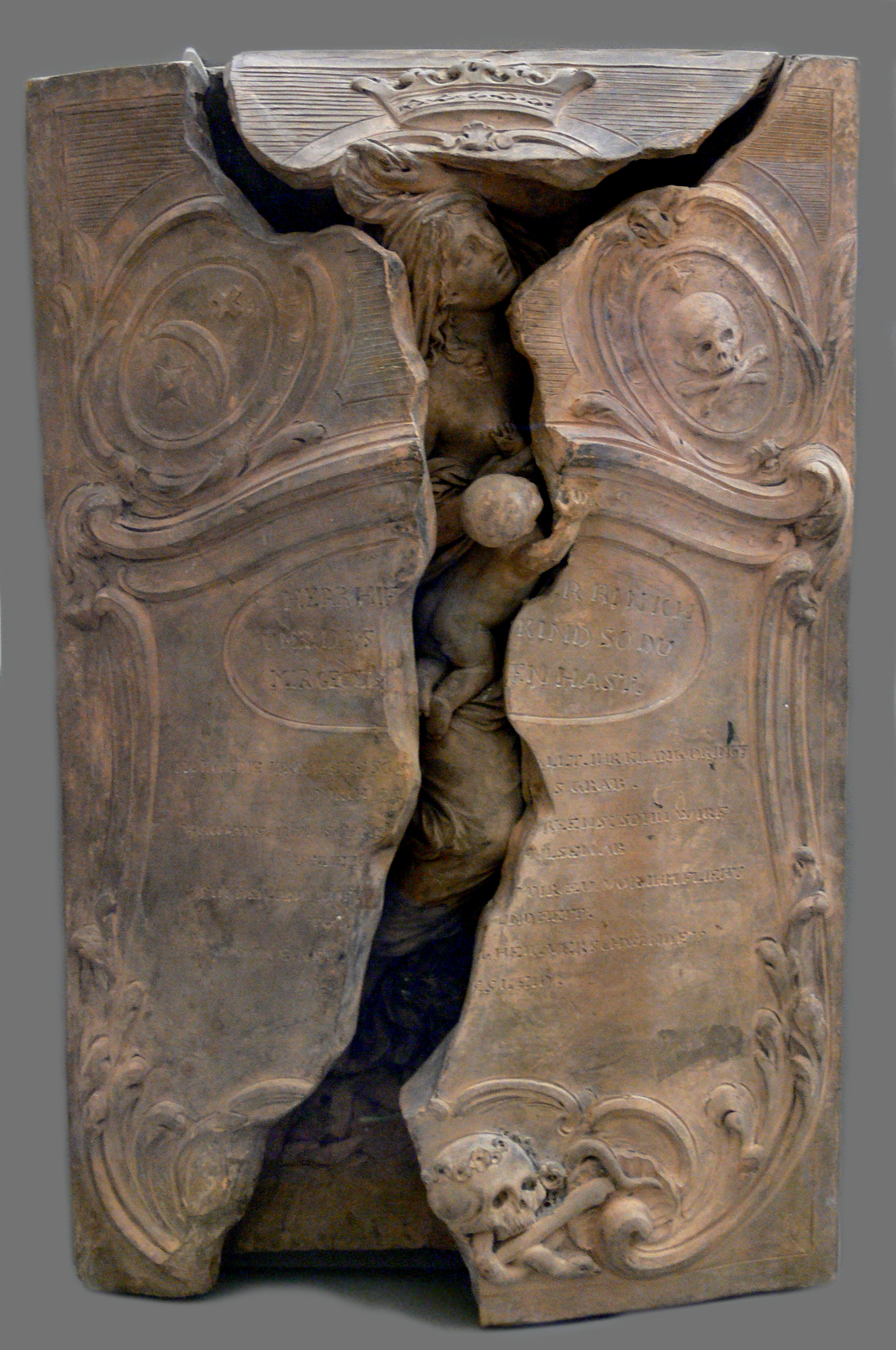
Reproduction de la pierre tombale par Johann Valentin Sonnenschein, vers 1780.

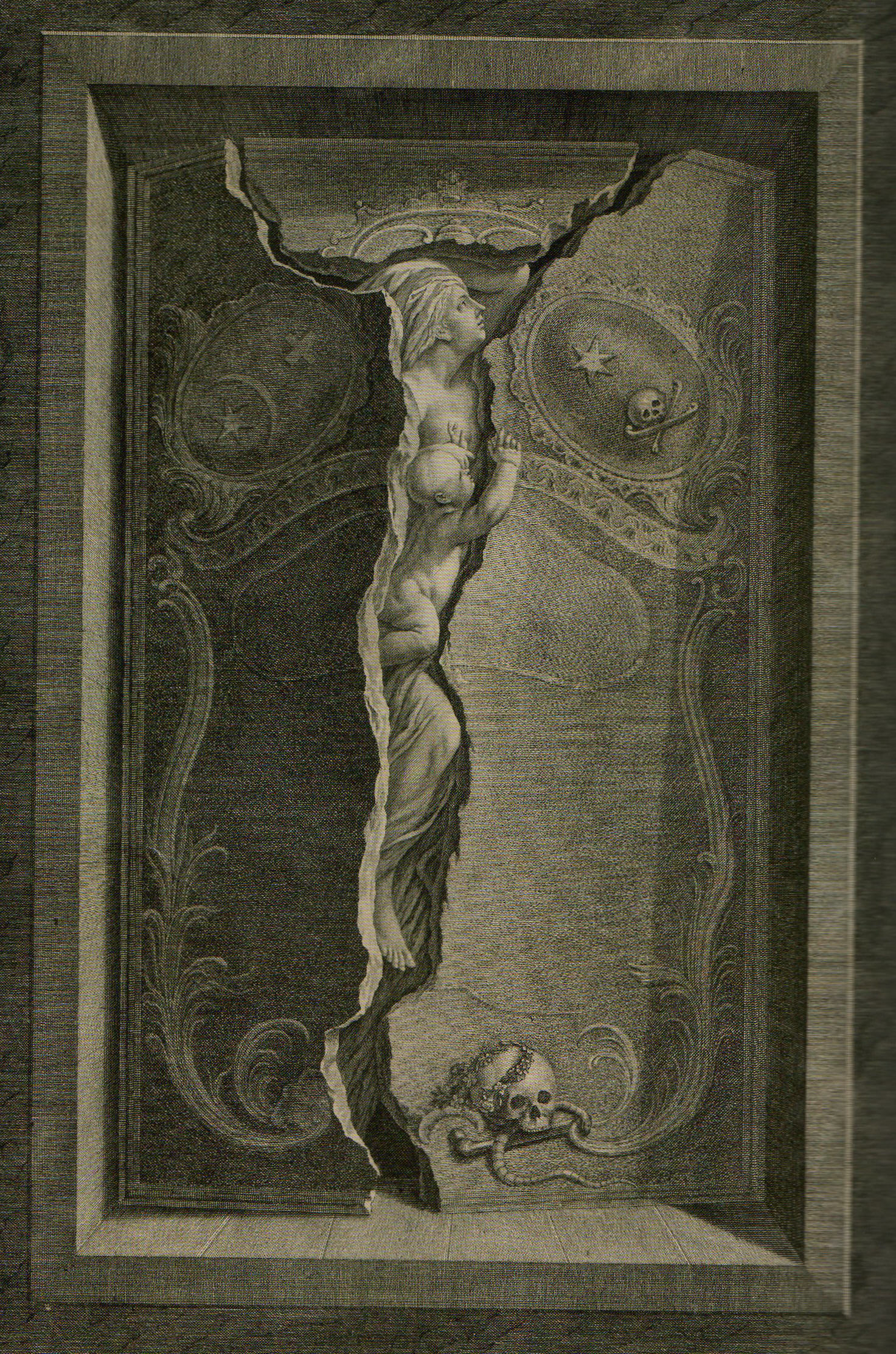
Gravure par Christian von Mechel.

La pierre tombale de Maria Magdalena Langhans est l'œuvre la plus connue du sculpteur de style rococo frédéricien Johann August Nahl. Elle se trouve dans l'église de Hindelbank (de), dans le canton de Berne, en Suisse.

## Histoire
En 1751, Johann August Nahl séjourne à Hindelbank pour sculpter la pierre tombale de Jérôme d'Erlach (de). Il habite chez le pasteur, Georg Langhans, et son épouse, Maria Magdanela Weber (ou Wäber), réputée pour sa beauté. Le jour avant Pâques, neuf mois après son mariage, celle-ci meurt à l'âge de 28 ans en donnant naissance à leur premier enfant, un garçon, qui meurt lui aussi peu après. Bouleversé, le sculpteur décide de son propre chef de réaliser une pierre tombale pour la mère et l'enfant, dans laquelle il exprime la promesse de la résurrection en faisant s'entrouvrir la pierre tombale. 
Jusqu'en 1991, où elle est déplacée au pied de la pierre tombale de Jérôme d'Erlach (de), l'œuvre repose dans le chœur de l'église, dans un renfoncement du sol, protégée par un couvercle en bois qui est soulevé par le sacristain lors des visites. Parmi ceux qui sont venus admirer la pierre tombale de Maria Magdalena Langhans, on compte Goethe (en 1779), Schopenhauer, le comte de Zinzendorf et Albert Anker. Au XVIIIe siècle, de nombreuses copies et peintures de la pierre tombale ont été réalisées en cire, en terre cuite ou en biscuit et vendues comme souvenir. Certaines de ces œuvres, par exemple une gravure de Christian von Mechel ou une réplique en biscuit de porcelaine de Niderviller, ne reproduisent pas les inscriptions gravées sur la pierre tombale.
En 1911, une grande partie de l'église est détruite par un incendie. Protégée des débris par son couvercle en bois, l'œuvre de Johann August Nahl est épargnée.

## Description
Sculptée d'un seul bloc de grès gris, l'œuvre (225 cm de long et 118 cm de large) représente une tombe qui éclate en trois parties. On aperçoit Maria Magdalena Langhans et son fils au travers d'une fente de la tombe fissurée, qui essaient de sortir de la tombe, le regard tourné vers le ciel. L'enfant, nu, lève également son bras vers le ciel. La mère est partiellement voilée avec une étoffe. Des symboles de la mort et les armoiries des familles Langhans et Weber sont visibles sur la tombale éclatée, de même que plusieurs inscriptions . 
L'inscription centrale a été composée spécialement par Albrecht von Haller : « Écoute l'appel de la trompette, il résonne à travers la tombe / Réveille-toi, mon enfant de douleur, dépose ta dépouille mortelle / Hâte-toi vers ton Rédempteur, sur qui la mort et le temps n'ont pas de prise / Et toute souffrance disparaît dans un salut éternel » (trad.). Elle a été publiée sous le titre Auf das Grabmal einer Wöchnerin (« Sur la tombe d'une parturiente ») avec de légères variations dans les œuvres du poète. On lit également sur la tombe : « Seigneur, me voici, moi et l'enfant que tu m'as donné ! » (trad.). 
La gravure funéraire proprement dite se lit comme suit : « Dans cet espoir de la résurrection / A déposé les ossements de la femme / Maria Magdalena Langhans / née Wäber / le 8 août 1725 / morte la veille de Pâques 1751 / Son époux affligé / Georg Langhans / Pasteur de Hindelbank. » (trad.).

## Classification
La pierre tombale, sculptée pendant la période de transition entre le baroque tardif et le siècle des Lumières, représente une résurrection personnelle, où les morts conservent leur individualité également dans l'éternité. Pour le germaniste York-Gothart Mix (de), l'œuvre signale un changement d'époque vers la sensibilité et le préromantisme.
En 1997, l'artiste Günter Lang a également réalisé une œuvre représentant une tombe qui s'ouvre, mais, dans son cas, le corps altéré par la mort reste dans la tombe et seuls l'esprit et l'âme fêtent la résurrection.